# Valle-d'Orezza
Valle-d'Orezza (en idioma corso E Valle d'Orezza) es una comuna y población de Francia, en la región de Córcega, departamento de Alta Córcega.
Su población en el censo de 1999 era de 49 habitantes.